# Wiktor Psarski
Wiktor Walenty Julian Psarski herbu Jastrzębiec (ur. 13 lutego 1813 - zm. 27 listopada 1871) – polski szlachcic, uczestnik powstań listopadowego i styczniowego.

## Życiorys
Urodził się 13 lutego 1813  w Wierzchlesie w ziemi wieluńskiej, w polskiej rodzinie szlacheckiej Psarskich herbu Jastrzębiec jako syn Józefa właściciela majątku ziemskiego Krzeczów i Tekli z Wierzchleyskich.
Od 1822 do 1829 kształcił się w Kolegium Pijarów w Wieluniu a następnie uczył się w Żoliborskim Konwikcie Pijarów w Warszawie.
Wziął udział w powstaniu listopadowym. Po klęsce powstania udał się na emigrację, przebywał we Francji i Szwajcarii. Władze carskie skonfiskowały jego rodzinny majątek w Krzeczowie.
W 1852 odkupił od Seweryny, Józefy i Heleny Zbijewskich, za 39 000 rubli srebrnych, byłe włości Psarskich w Kraszkowicach z folwarkami Dąbrowa i Ludwinów, o powierzchni łącznej 1469 mórg. Był przeciwnikiem walki zbrojnej z Rosją, należał do stronnictwa białych. Jednak w 1863 po wybuchu powstania styczniowego stanął po stronie walczących, został naczelnikiem cywilnym południowej części powiatu wieluńskiego. Zajmował się organizacją przemytu broni z zaboru pruskiego oraz przesyłaniem poczty powstańczej.

## Rodzina
Poślubił Helenę Frydrych, córkę Andrzeja i Eufrozyny ze Skorskich. Mieli czworo dzieci:
- Józefę
- Franciszka (1864-1901)
- Zofię (1865-1930)
- Władysława Rudolfa (1867-1948), którego synem był Zygmunt[4].

Zmarł 27 listopada 1871 w Kraszkowicach, został pochowany na cmentarzu w Wierzchlesie.